# Ржечицкий, Станислав Антонович
Станислав Антонович Ржечицкий (20 декабря 1920, Туркестан, Туркестанская городская администрация — 15 ноября 1996) — советский военачальник, генерал-лейтенант, командир 45-го армейского корпуса.

## Биография
Родился 20 декабря 1920 года в г. Туркестан. Поляк.
Некоторое время работал строителем в Ашхабаде.
Добровольно записался в РККА 3 сентября 1938 года.
Окончил Ташкентское Краснознаменное пехотное училище имени В. И. Ленина, обучение с 3 сентября 1939 по 23 февраля 1940 года — ускоренный курс. Проходил службу там же: командир учебной группы (курсантов) (23.02.1940 — 01.12.1940), преподаватель физической подготовки (01.12.1940 — 28.03.1941), командир взвода минометного батальона (28.03.1941 — 12.07.1941), помощник начальника строевого отдела (12.07.1941 — 20.11.1941).
С 20 ноября 1941 года зачислен в штат формируемой в городе Чирчик 35-й отдельной стрелковой бригады.
Воевал на Западном фронте в 35 осбр 20-й армии с 1 декабря 1941 по август 1943 года:
- помощник начальника штаба 1-го отдельного стрелкового батальона (20.11.1941 — 31.12.1941);
- начальник штаба 1-го отдельного стрелкового батальона (31.12.1941 — 15.01.1942);
- врид командира стрелковой роты 1-го отдельного стрелкового батальона (15.01.1942 — 18.01.1942);
- на лечении после ранения — 18.01.1942 — 03.1942 (ранен 18 января 1942 года под с. Кусавино Московской области);
- помощник начальника штаба бригады (03.1942 — 08.1942);
- командир отдельного минометного батальона (08.1942 — 01.03.1943);
- командир 2-го отдельного стрелкового батальона (01.03.1943 — 08.1943).

Приказом командующего войсками Западного фронта от 28 августа 1942 года награждён орденом Красной Звезды. Приказом командующего войсками 5-й Армии Западного фронта от 28 марта 1943 года награждён орденом Красного Знамени.
С августа 1943 по декабрь 1944 года слушатель ускоренного курса Военной академии имени М. В. Фрунзе.
С декабря 1944 по май 1945 года в составе 1-й армии Войска Польского (1-й Белорусский фронт). Служил в рядах Войска Польского до 28 марта 1947 года, занимая должности:
- заместитель командира 10-го пехотного полка 4-й пехотной дивизии ВП (12.1944 — 05.1945) (согласно данным из наградного листа на апрель-май 1945 года находился в должности начальника оперативного отделения штаба 4-й пехотной дивизии);
- командир 11-го пехотного полка 4-й пехотной дивизии (05.1945 — 07.1945);
- начальник оперативного отдела штаба корпуса государственной безопасности Польши (07.1945 — 08.1946;
- командующий войсками государственной безопасности Келецкого воеводства Польши (08.1946 — 28.03.1947).

Приказом командующего войсками 1-го Белорусского фронта от 13 мая 1945 года награждён орденом Красного Знамени. Также награждён двумя польскими орденами «Крест Храбрых» («Крест Валечных») (14.03.1945, 28.03.1945) и крестом «Virtuti Militari» 5-го класса.
Присвоение воинских званий: лейтенант — 11.02.1940; старший лейтенант — 06.02.1942; капитан — 12.06.1942; майор — 28.10.1942; подполковник — 02.05.1945; полковник — 26.02.1946 (получил звание полковника в 25-летнем возрасте).
Дальнейшая служба:
- с 23 июня 1947 по 28 марта 1948 года в распоряжении Управления кадров Сухопутных войск по 5-му отделу.
- с 28 марта 1948 по 1 октября 1949 года старший преподаватель в Ташкентском пехотном Краснознаменном и ордена Красной Звезды училище имени В. И. Ленина.
- с 1 октября 1949 по 31 октября 1952 года слушатель основного факультета Военной академии имени М.В Фрунзе.
- начальник оперативного отделения штаба 128-й гвардейской горнострелковой дивизии — 10.11.1952 — 22.02.1955;
- начальник оперативного отдела штаба 3-го стрелкового корпуса — 22.02.1955 — 02.02.1957;
- командир 158-го гвардейского механизированного полка — 02.02.1957 — 08.04.1957;
- командир 37-го гвардейского механизированного полка 10-й гвардейской механизированной дивизии — 08.04.1957 — 15.04.1957;
- командир 37-го гвардейского мотострелкового полка 83-й гвардейской мотострелковой дивизии — 15.04.1957 — 19.06.1958;
- в распоряжении Главнокомандующего ГСВГ — 19.06.1958 — 11.08.1958;
- командир 174-го гвардейского мотострелкового полка 57-й гвардейской мотострелковой дивизии — 11.08.1958 — 18.09.1959;
- начальник штаба 39-й гвардейской мотострелковой дивизии — 18.09.1959 — 14.05.1962;
- начальник штаба — заместитель командира 39-й гвардейской мотострелковой дивизии — 14.05.1962 — 14.07.1962.

С 14 июля 1962 по 27 июня 1964 года — слушатель Военной академии Генерального штаба Вооружённых Сил СССР (ВАГШ).
С 21 сентября 1964 по 27 июля 1968 года — командир 73-й мотострелковой дивизии (Северо-Кавказский военный округ, Новороссийск). Генерал-майор (с 07.05.1966).
С 27 июля 1968 по 25 апреля 1970 года командир 45-го армейского корпуса (Дальневосточный военный округ). Принимал непосредственное участие в событиях на Даманском. Генерал-лейтенант (29.04.1970).
С 25 апреля по 13 июня 1970 года в распоряжении 10-го ГУ ГШ. С 13 июня 1970 по 9 июля 1973 года старший группы военных советников в Ираке. С 9 июля по 1 октября 1973 года в распоряжении Главного командования Сухопутных войск.
С 1 октября 1973 по 15 ноября 1986 года — старший преподаватель Кафедры стратегии ВАГШ.
В послевоенное время награждён тремя орденами Красной Звезды (30.04.1954, 21.02.1967, 16.12.1972). Помимо вышеуказанных наград имеет медали «За боевые заслуги» (20.06.1949), «За оборону Москвы» (01.05.1944), «За победу над Германией в Великой Отечественной войне 1941—1945 гг.» (09.05.1945), «За взятие Берлина»(09.06.1945), «За освобождение Варшавы» (09.06.1945).
Уволен в отставку в 1980 году по возрасту, после чего продолжил работать в академии.